# Uranoscopus dollfusi
Uranoscopus dollfusi (лат.) — вид лучепёрых рыб из семейства звездочётовых, распространённый в западной части Индийского океана: Суэцкий, Оманский и Персидский заливы. Морская демерсальная рыба, обитающая на глубине до 46 м. Тело достигает максимальной длины 23,7 см.